# Saint-Pierre-le-Bost
 Saint-Pierre-le-Bost  là một xã thuộc tỉnh Creuse trong vùng Nouvelle-Aquitaine miền trung nước Pháp. Xã này nằm ở khu vực có độ cao trung bình 492 mét trên mực nước biển.